# Пологое Займище
Пологое Займище — село в Ахтубинском районе Астраханской области. Административный центр сельского поселения Пологозаймищенский сельсовет. Население 1035 человек (2010).

## История
Село основано в 1812 году как хутор Шамрай. В ЭСБЕ описано как село Полого-Займищенское в Астраханской губернии, Царевского уезда
на левом берегу реки Ахтубы, при рукаве её Подстепке, в 48 верстах от уездного города; жителей 4435. 7 лавок, 4 кузницы, 2 рыболовные ватаги, 42 ветряных мельницы, два училища.
В первой половине XX века в селе организовано 5 колхозов, преобразованные в 1950 году в один — колхоз имени Сталина.

## География
Село расположено в дельте Волги, в Волго-Ахтубинской пойме, на 7 км береговой линии протоки Подстепка, впадающей в реку (рукав Волги) Ахтуба.
Абсолютная высота 11 метров над уровня моря.
Географическое положение
Расстояние до
районного центра города Ахтубинск: 27 км.
областного центра города Астрахань: 283 км.
Ближайшие населённые пункты
Солянка 6 км, Дубовый 8 км, Дмитриевка 8 км, Клочков 10 км, Горбанев 10 км, Галички 14 км, Криулин 14 км, Громов 14 км, Покровка 15 км, Сокорь 16 км, Капустин Яр 17 км, Быхолов 17 км, Дуюнов 19 км, Знаменск 19 км, Печеневка 19 км, Гусарев 21 км, Ступино 23 км, Грачи 23 км, Токарев 23 км, Поды 25 км

## Население
| 2002 | 2010  |
| ---- | ----- |
| 1083 | ↘1035 |

Национальный и гендерный состав
По данным Всероссийской переписи, в 2010 году численность населения посёлка составляла 1035 человек (492 мужчины и 543 женщины, 47,5 и 52,5 %% соответственно).
Согласно результатам переписи 2002 года, в национальной структуре населения посёлка русские составляли 65 %.

## Инфраструктура
Пологозаймищенская СОШ

## Транспорт
Подъезд к автодороге регионального значения Волгоград — Астрахань 12Р-001.
Ближайшая железнодорожная станция «Пологое Займище»